# Johanna Yohanna
Johanna Yohanna er en dansk ungdomsfilm fra 2003 med instruktion og manuskript af Thomas Danielsson.

## Handling
Seks års helvede - sådan beskriver Yohanna sin tid fra 1. til 6. klasse. Yohanna ville ikke indordne sig hierarkiet i klassen. Men det har sin pris ikke at give efter for gruppepresset. Yohanna blev mobbet. "Jeg var unormal, og alle andre var normale. Det var sådan, det føltes." I dag er Yohanna 19 år. Hun har bearbejdet sine oplevelser og er kommet ud på den anden side som et helt menneske. Filmen handler om et ungt menneskes kamp for retten til at være sig selv. Den følger Yohanna fra første klasse, til hun tager studentereksamen - fra Johanna med J til Yohanna med Y.